# Рудар (футбольный клуб, Веленье)
«Рудар» (словен. NK Rudar Velenje) — словенский футбольный клуб из города Веленье.
В высшем дивизионе независимой Словении выступал в сезонах 1991/92 — 2002/03, 2005/06, 2008/09 — наст. вр. Лучший результат в высшем национальном дивизионе — 3-е место (1998/99, 1999/2000, 2008/09, 2013/14). В сезоне 2013/14 нападающий клуба Мате Этерович стал лучшим бомбардиром чемпионата Словении (19 голов).
Крупнейшим успехом клуба стала победа в национальном кубке в 1998 году; в финале по сумме двух матчей «Рудар» переиграл команду «Приморье» из Айдовшчины (1:2; 3:0). В ответном матче дублем отметился форвард «Рудара» Живойин Видоевич.
«Рудар» неоднократно принимал участие в еврокубках (Кубок Интертото, Кубок обладателей кубков УЕФА, Лига Европы УЕФА).

## Достижения
- Кубок Словении (1): 1998

## Известные игроки
Список выступавших за клуб футболистов, о которых есть статьи в русской Википедии, см. здесь.